# Blanca de Portugal (1198-1240)
Blanca de Portugal (1198-17 de noviembre de 1240), fue una infanta portuguesa.

## Vida
Era la hija del rey Sancho I de Portugal y la infanta Dulce de Aragón. Probablemente hermana gemela de Berenguela, la cual sería reina consorte de Dinamarca. Su madre falleció poco después de sus nacimientos.
Blanca se crio en la corte con su padre y su amante, la Riberinha, y fue enviada entre los ocho y diez años al monasterio de Lorvão donde se encontraban sus otras hermanas.
Nunca se casó y fue una de las fundadoras del monasterio de los dominicos en Coímbra, haciéndose monja, aunque residiría en un convento de Guadalajara. Poco más se sabe sobre la infanta. Al morir, su cuerpo fue trasladado a Portugal y enterrado en el Monasterio de Santa Cruz en Coímbra, junto a sus padres y abuelos paternos.